# Február 1.
Február 1. az év 32. napja a Gergely-naptár szerint. Az évből még 333 (szökőévekben 334) nap van hátra.
Névnapok: Ignác + Birgit, Brigitta, Cinella, Cinna, Cinnia, Efraim, Fiametta, Gitta, Imodzsen, Imogén, Innocencia, Kincső, Szevér, Vincencia, Virgínia

## Események

### Politikai események
- 772 – I. Adorján pápa megválasztása.
- 1411 – Az első toruni béke megkötése Lengyelország-Litvánia és az 1410-ben megsemmisítő vereséget szenvedett Német Lovagrend között.[1]
- 1839 – Báró Wesselényi Miklóst a királyi tábla háromévi fogságra ítéli a szatmári közgyűlésen tett kormányellenes nyilatkozata miatt.
- 1849 – A szerbek bevonulnak Zentára, az orosz csapatok megkezdik Brassó megszállását.
- 1861 – Texas az amerikai polgárháború során kiszakad az Amerikai Egyesült Államokból.
- 1917 – A németek korlátlan tengeralattjáró-háborút hirdetnek.
- 1918 – Kitör a cattarói matrózlázadás.
- 1924 – Anglia elismeri a Szovjetuniót, és felveszi vele a diplomáciai kapcsolatokat („a Szovjetunió elismerésének elve”).
- 1938 – Sztranyavszky Sándor és Darányi Kálmán kezdeményezésére megalakul a Gömbös Gyula Társaság.
- 1945 – A kormány rendeletet ad ki az üzemi bizottságok létrehozásáról.
- 1945 – A kommunista Péter Gábor vezetésével megalakul az ÁVH egyik elődje, a Budapesti Főkapitányság Politikai Rendészeti Osztálya.
- 1946 – A nemzetgyűlés elfogadja a Magyarországot köztársasággá kinyilvánító 1946 évi I. törvénycikket, Tildy Zoltánt a II. köztársaság elnökévé választják, a kormányfői megbízatást Nagy Ferenc kapja meg.
- 1949 – Létrejön a Magyar Függetlenségi Népfront.
- 1955 – Nagy Imre könnyebb infarktust kap, ennek ürügyén gyakorlatilag házi őrizetbe kerül, így távol tartják a politikától.
- 1979 – Khomeini ajatollah 15 évi száműzetés után hazatér Iránba.
- 1985 – A RAF tagjai lakásában lelövik az MTU repülőgépmotor-gyár elnökét, Ernst Zimmermannt(wd).
- Grönland, miután 1979-ben önrendelkezési jogot kapott Dániától, kilép az Európai Közösségből.
- 1988 – Magyarországon tüntetés zajlik a román nagykövetség előtt a romániai falurombolás miatt.
- 1994 – Életbe lép az Európai Közösség és Magyarország között létrejött társulási szerződés.
- 1998 – Litvánia az Európai Unió társult tagja lesz.
- 2003 – Életbe lép a nizzai szerződés.

### Tudományos és gazdasági események
- 1886 – Megkezdi működését a Magyar Királyi Postatakarékpénztár. Az első takarékbetétet Ferenc József osztrák császár, magyar és cseh király, a másodikat József főherceg nyitja, 300-300 forint betéttel, a harmadikat pedig Baross Gábor 50 forinttal.
- 1949 – Kiadták a Gazdasági Vasutak államosítására irányuló kormányrendeletet.
- 1951 – Hatályba lép A munka törvénykönyve, ezzel hatályukat vesztik az ágazati kollektív szerződések.
- 1953 – Tengerár önti el Délnyugat-Hollandia nagy részét. A későbbi hasonló eset elkerülésére született meg a Delta-terv, ami a Schelde és a Maas torkolatánál kialakult szigetek és földnyúlványok, félszigetek kijáratainak teljes elzárását tűzte ki célul. A terv megvalósult, 1986. október 4-én avatták fel.
- 2003 – A légkörbe lépve kigyullad és darabokra hullik a Columbia űrrepülőgép, hét emberrel a fedélzetén.

### Kulturális események
- 1942 – Megjelenik a Szabad Nép, első főszerkesztője Rózsa Ferenc.
- 2002 – Elindul a Dán Wikipédia.

#### Irodalmi, színházi és filmes események
- 1849 – Windisch-grätz börtönbe záratja Czuczor Gergely költőt a Riadó című megjelent verséért.

#### Zenei események
- 1893 – Puccini Manon Lescaut c. operájának bemutatója Torinóban
- 1896 – Puccini Bohémélet c. operájának bemutatója Torinóban
- 1994 – A Green Day nevű amerikai zenekar kiadja első világsikerű albumát, a Dookie c. lemezt.

### Sportesemények
- 2009 – Férfi kézilabda világbajnokság, Horvátország - Győztes: Franciaország

### Egyéb események
- 2000 - Romániaban január 30 - 31 -én a Szamos felső folyásának vízgyűjtő területén működő román-ausztrál tulajdonú Aurul nevű bányavállalat cianiddal és nehézfémekkel szennyezte a Szamos és a Tisza folyókat. A szennyeződés február 1-12 között vonult le a Tiszán ökológiai katasztrófát okozva a folyó élővilágában.[2]
- 2015 – Moszkvában megdőlt az éjszakai hőmérsékleti rekord. A fővárosban 3,1 fokot mértek reggel 7 órakor. Szerpuhovban +3,4 fok volt.[3]

## Születések
- 1459 – Conrad Celtes német humanista († 1508)
- 1462 – Johannes Trithemius német kriptográfus († 1516)
- 1735 – Alvinczi József császári tábornagy († 1810)
- 1801 – Thomas Cole amerikai festő, tájképfestő († 1848)
- 1857 – Vlagyimir Mihajlovics Behtyerev orosz neurológus († 1927)
- 1859 – Gálffy Ignác magyar iskolaigazgató († 1940)
- 1868 – Árkay Aladár magyar műépítész, iparművész, festő († 1932)
- 1874 – Hugo von Hofmannsthal osztrák író, drámaíró, lírikus, librettista († 1929)
- 1877 – Thomas Frederick Dunhill brit zeneszerző († 1946)
- 1878
  - Hajós Alfréd magyar építészmérnök, versenyúszó, labdarúgó, Magyarország első olimpiai bajnoka († 1955)
  - Madzsar Imre magyar történész, történetfilozófus, akadémikus († 1946)
- 1882 – Hekler Antal művészettörténész, régész akadémikus († 1940)
- 1883 – Bobory György magyar földbirtokos, magyar királyi titkos tanácsos, országgyűlési képviselő († 1949)
- 1887 – Laky Dezső statisztikus, gazdaságpolitikus, tárca nélküli miniszter, az MTA tagja († 1962)
- 1889 – Ripszám Henrik magyar festőművész, tájfutó, maratoni futó († 1976)
- 1892 – Nóti Károly magyar filmíró és kabarészerző († 1954)
- 1901 – Clark Gable amerikai színész († 1960)
- 1902 – Berda József József Attila- és Baumgarten-díjas magyar költő († 1966)
- 1903 – Nyikolaj Alekszejevics Voznyeszenszkij, szovjet gazdaságpolitikus († 1950)
- 1905 – Rauss Károly magyar mikrobiológus († 1976)
- 1907 – Hajnal Anna magyar költő († 1977)
- 1907 – Mozart Camargo Guarnieri brazil zeneszerző, karmester († 1993)
- 1907 – Veress Sándor zeneszerző, zenepedagógus és népzenekutató († 1992)
- 1908 – George Pal magyar származású amerikai filmproducer († 1980)
- 1909 – Képes Géza József Attila- és Baumgarten-díjas magyar költő, műfordító († 1989)
- 1912 – Allodiatoris Irma antropológus, tudománytörténész, bibliográfus († 1988).
- 1914 – Vargyas Lajos magyar néprajz- és népzenekutató († 2007)
- 1916 – George Bainbridge brit autóversenyző († 2002)
- 1916 – George Mackey amerikai matematikus († 2006)
- 1918 – Muriel Spark skót születésű brit regényírónő († 2006)
- 1918 – Ray Merrick brit autóversenyző († 2003)
- 1921 – Tabányi Mihály EMeRTon-díjas harmonikaművész († 2019)
- 1922 – Renata Tebaldi olasz opera-énekesnő († 2004)
- 1923 – Piero Lulli, olasz színész († 1991)
- 1927
  - Günter Guillaume NDK hírszerzőtiszt, Stasi-ügynök, Willy Brandt szövetségi kancellár titkára († 1995)
  - Szekeres László irodalomtörténész, műfordító, muzeológus († 2014)
- 1928 – Tom Lantos magyar származású amerikai demokrata-párti politikus, († 2008)
- 1931 – Borisz Jelcin orosz politikus, Oroszország elnöke († 2007)
- 1932 – Marosi Ildikó magyar irodalomtörténész († 2020)
- 1932 – Xavier Perrot svájci autóversenyző († 2008)
- 1936 – Tuncel Kurtiz török színész († 2013)
- 1941
  - Karl Dall német televíziós műsorvezető, színész és humorista († 2020)
  - Gion Nándor József Attila-díjas magyar író († 2002)
  - Raisz Gusztáv magyar agrármérnök, miniszterhelyettes
  - Végel László Kossuth-díjas magyar író
- 1942 – Terry Jones walesi színész, író, a Monty Python csoport tagja († 2020)
- 1944 – Rubovszky György magyar jogász, politikus, országgyűlési képviselő († 2017)
- 1945 – Karsai János magyar pantomimművész, koreográfus, színész, tanár.
- 1949 – Bélyácz Iván magyar közgazdász, akadémikus
- 1952 – Jandó Jenő Kossuth-díjas magyar zongoraművész († 2023)
- 1953 – Marcellina magyar énekesnő, zenész, szövegíró, divattervező
- 1960 – Hárai Ágnes magyar bábművész, színésznő
- 1960 – Sztárek Andrea magyar színésznő
- 1965 – Brandon Lee amerikai színész († 1993)
- 1965 – Stefánia monacói hercegnő
- 1966 – Csányi János magyar színész
- 1969 – Gabriel Batistuta argentin labdarúgó
- 1976 – Csernyánszki Norbert magyar labdarúgó
- 1981 – Federica Faiella olasz műkorcsolyázó
- 1982 – Andrea Minguzzi olasz birkózó
- 1982 – Molnár Ferenc (Caramel) magyar énekes
- 1984 – Darren Fletcher skót labdarúgó
- 1985 – Dean Shiels északír labdarúgó
- 1991 – Hugo Turcotte, kanadai jégkorongozó
- 1994 – Harry Styles, brit énekes, a One Direction együttes tagja

## Halálozások
- 997 – Géza fejedelem (* 945 körül)
- 1222 – I. Alexiosz trapezunti császár (* 1182 körül)
- 1328 – IV. (Szép) Károly francia és navarrai király[4] (* 1294)
- 1691 – VIII. Sándor pápa (* 1610)
- 1697 – Bakos János magyar tartományi albiztos (* 1653)
- 1713 – II. Apafi Mihály erdélyi fejedelem (* 1676)
- 1851 – Mary Shelley angol írónő, költőnő (* 1797)
- 1854 – Landerer Lajos magyar nyomdász (* 1800)
- 1875 – Sir William Sterndale Bennett angol zeneszerző (* 1816)
- 1875 – Albely Antal Ferdinánd magyar jogakadémiai tanár (* 1794)
- 1886 – Bánffy Albert főispán, császári és királyi kamarás (* 1818)
- 1903 – Sir George Gabriel Stokes ír matematikus, fizikus (* 1819)
- 1908 – I. Károly portugál király (* 1863)
- 1923 – Ernst Troeltsch német evangélikus teológus, vallásfilozófus és történetfilozófus (* 1865)
- 1940 – Albert Andor magyar szobrászművész (* 1876)
- 1941 – Donáth Leó magyar sportvezető, irodalomtörténész, műfordító (* 1888)
- 1944 – Piet Mondrian holland festő, a geometrikus absztrakció képviselője (* 1872)
- 1945 – Johan Huizinga holland történész és indológus, az MTA tiszteleti tagja  (* 1872)
- 1957 – Friedrich Paulus német tábornagy (* 1890)
- 1958 – Clinton Davisson Nobel-díjas amerikai fizikus (* 1881)
- 1961 – Csók István kétszeres Kossuth-díjas magyar festőművész, kiváló művész (* 1865)
- 1966 – Buster Keaton amerikai némafilm-színész, filmrendező (* 1895)
- 1970 – Rényi Alfréd magyar matematikus, egyetemi tanár, az MTA tagja (* 1921)
- 1973 – Enrique Tintore spanyol autóversenyző (* 1913)
- 1976 – Werner Heisenberg Fizikai Nobel-díjas német fizikus (* 1901)
- 1978 – Harry Herkuleyns holland autóversenyző (* 1888)
- 1980 – Adda Alfréd magyar katona, olimpikon és a magyar Királyi Honvéd Póló Liga elnöke. Az olimpiák történetében először rajtoló magyar lovas (* 1884)
- 1983 – Szász Péter magyar filmrendező, forgatókönyvíró, dramaturg (* 1927)
- 1986 – Potsy Goacher amerikai autóversenyző (* 1917)
- 1989 – Martinkó András irodalomtörténész, nyelvész, szótárszerkesztő  (* 1912)
- 1994 – Kessler Hubert magyar mérnök, hidrológus, barlangkutató (* 1907)
- 1995 – Antal Róbert olimpiai bajnok vízilabdázó (* 1921)
- 1995 – Harry Merkel német autóversenyző (* 1918)
- 1996 – Ray Crawford amerikai autóversenyző (* 1915)
- 1997 – Solt Ottilia magyar szociológus, politikus, az SZDSZ alapító tagja (* 1944)
- 1999 – Diószegi Balázs magyar festőművész (* 1914)
- 2000 – Dick Rathmann amerikai autóversenyző (* 1926)
- 2008 – Władysław Kawula lengyel labdarúgó (* 1937)
- 2009 – Jim McWithey (James McWithey) amerikai autóversenyző (* 1927)
- 2012 – Wisława Szymborska Nobel-díjas lengyel költőnő, esszéíró, irodalomkritikus, műfordító (* 1923)
- 2013 – Vladimir Jengibarján szovjet–örmény olimpiai bajnok ökölvívó (* 1932)
- 2014 – José Luis Aragonés Suárez Martínez spanyol labdarúgó és vezetőedző (* 1938)
- 2014 – Maximilian Schell Oscar-díjas osztrák filmrendező, színész, producer, forgatókönyvíró, műfordító (* 1930)
- 2014 – Kökény József magyar labdarúgó (* 1940)
- 2016 – Bars József magyar színész (* 1951)
- 2016 – Rácz Géza magyar színész (* 1958)
- 2020 – Andorai Péter Kossuth- és Jászai Mari-díjas magyar színész, a nemzet színésze (* 1948)
- 2023 – Várday Zoltán magyar színész (* 1947)

## Ünnepek, emléknapok, világnapok
- A Civilek Napja Magyarországon: Az 1994-ben alakult Civil Parlament Magyarországon 1997-ben február 1-jét jelölte meg a Civilek Napjának. 1998-ban tartották meg először, felhívta a figyelmet arra, hogy ha nem működnek kellő számban civil szerveztek, akkor az önkormányzatokra sokkal több feladat és nagyobb felelősség hárul.
- Imbolc – télbúcsúztató, január 31-én alkonyatkor kezdődik. Brigid kelta istennő ünnepe: a kelta tradíció szerint Imbolc a tavasz első napja, a télre akolba zárt állatokat ismét kiengedik legelni a rétekre. (A katolikus egyház később felváltotta ezt az ünnepet a február 2-i „Gyertyaszentelővel”, ami Szűz Mária ünnepe)
- Magyarország: a köztársaság napja[5]
- A Tisza élővilágának emléknapja. Romániában 2000. január 30-án a Szamos felső folyásának vízgyűjtő területén működő román-ausztrál tulajdonú Aurul nevű bányavállalat cianiddal és nehézfémekkel szennyezte a Szamos és a Tisza folyókat. A szennyeződés február 1-12 között vonult le a Tiszán ökológiai katasztrófát okozva a folyó élővilágában. Erre emlékezve az Országgyűlés 2000. június 16-án elfogadott határozatának 10. pontjában február 1-jét a Tisza élővilágának emléknapjává nyilvánította.
- Malajzia: az 1948-as állami önállósodás napja, a szövetségi területek napja (a főváros és a másik két szövetségi terület, Putrajaya város és Labuan sziget ünnepe)
- Szenegál nemzeti ünnepe, az 1982-es, Gambiával létrejött államszövetség emlékére